# Montipora caliculata
Espèce
Statut de conservation UICN

 VU A4ce : Vulnérable
Statut CITES
Montipora caliculata est une espèce de coraux appartenant à la famille des Acroporidae.